# Ryan Zinke
Ryan Zinke (ur. 1 listopada 1961) – amerykański polityk, członek Partii Republikańskiej i kongresmen ze stanu Montana (od roku 2015).
Prezydent Donald Trump ogłosił w 2016 roku, że Zinke będzie jego kandydatem na stanowisku Sekretarza zasobów wewnętrznych. Senat zatwierdził jego kandydaturę w dniu 1 marca 2017 r. stosunkiem głosów 68:31. Został zaprzysiężony tego samego dnia.
2 stycznia 2019 r. odszedł od stanowiska Sekretarza zasobów wewnętrznych.